# 來自新世界
《來自新世界》（日語：新世界より）是日本作家貴志祐介撰寫的長篇科幻小說。單行本由講談社於2008年1月出版，之後亦由同社發行新書版和文庫版。改編小說的同名電視動畫於2012年9月28日至2013年3月22日期間播放。
以千年後人類能掌握念動力的世界觀所創作，獲得2008年第29回日本SF大賞受賞作品。並於《小說現代》2011年8月号連載前傳《新世界零年》（日語：新世界ゼロ年）。於《別冊少年Magazine》2012年6月號連載改編漫畫版，至2014年7月號完結，電視動畫從2012年9月28日開始至2013年3月22日結束。2015年榮獲SUGOI JAPAN Award娛樂小說部門第2名。
本書書名靈感來源是在故事中每到黃昏，各建築物都會廣播改編自《新世界交響曲》第二樂章的〈歸途〉，提喚人民或兒童趕快回家，避免被危險生物襲擊。也有可能出於本編世界觀相似的《美麗新世界》。

## 劇情
主角渡邊早季5人小組在野營中抓到國立國會圖書館筑波分館自發進化型SE-778Hλ（擬蓑白），拷問擬蓑白後得知人類屠殺人類的黑歷史、愧死機構等規則。得知2011年人類獲得超能力（咒力）後，超能力者能輕易毀滅一座城市，熱兵器無法抵抗他們，導致世界人口剩下2%，經過了五百多年的暗黑時代，東北亞分成4種集團：超能力者統治普通人的奴隸王朝、普通人組織的狩獵逃亡集團、移動型超能力者掠奪集團、繼承科學技術的超能力者集團。超能力王朝暴君被刺殺，新世界的日本尚存6萬名繼承科學技術的超能力者集團，以基因改造將超能力者加入愧死機制，以避免殺戮維持社會和平，並將無超能力的普通人類改造成化鼠以避免產生愧死反應。
後來伊東守因咒力太弱被教育委員會下令處死，伊東守擊退不淨貓後逃亡，秋月真理亞隨其叛逃，倫理委員會議長朝比奈富子下令早季與朝比奈覺3天內追回2人可不追究，否則將通報各町及化鼠部落追殺。兩人因感情徇私，夥同食蟲虻化鼠部落領袖斯奎拉謊稱叛逃的兩人被雪崩埋入山谷。
數年後食蟲虻部落擴張勢力與奇狼丸率領的大黃蜂部族交戰，斯奎拉驅使偽惡鬼(伊東和秋月的孩子)用咒力防禦大黃蜂部族攻擊，導致大黃蜂軍隊戰敗，僅首領奇狼丸僥倖脫逃，神栖66町議會中決議派出5人死神小組抹殺食蟲虻部落及其同盟，食蟲虻部落早有防備，死神小組中只有乾先生倖存。渡邊早季的母親渡邊瑞穗與丈夫返回町中學校放出不淨貓、燒毀圖書館後遇害；早季與朝比奈逃至清淨寺取得母親遺書及國會圖書館筑波分館終端008號（太陽能型），清淨寺隨後被攻破焚毀。
渡邊早季、朝比奈、奇狼丸、乾先生四人前往東京找尋能殺死偽惡鬼的生化武器（炭疽桿菌），斯奎拉率領偽惡鬼與5隻化鼠追蹤，四人躲至地道後兵分兩路，朝比奈、奇狼丸引開斯奎拉，早季、乾先生由地下運河至生化研究所，而後乾先生被大鬼磯女殺死，早季在生化研究所中找到生化武器，回地表與眾人會合。戰鬥中，朝比奈拋出生化武器，由於早季不想讓唯一的親友死亡，將空中的炭疽桿菌粉末燒毀引發塵爆，奇狼丸以放過大黃蜂部族女王為條件，穿上人類的衣服讓偽惡鬼用咒力殺死，因偽惡鬼認為自己是化鼠，殺死同為化鼠的奇狼丸觸發愧死機制死亡。事件后斯奎拉被處以無間地獄之刑。
后来朝比奈發現化鼠的學名像是人類與裸鼴鼠組成的，而倫理委員會規定禁止對化鼠的基因進行研究分析，但朝比奈仍發現化鼠的染色體有23對與人類相同。兩人討論後，早季決定燒毀斯奎拉讓牠解脫。最后渡邊早季與朝比奈結婚，兩人一起努力改變「將孩子當作恐怖因子」的社會。

## 登場人物

### 主要人物
渡邊早季（聲：種田梨沙（12歲、14歲、26歲）、遠藤綾（35歲））
本作品主角，生於新世界210年12月10日。
父母俱在町上擔任要職：父親是町長，母親是圖書館司書。
完人學校入學後，與覺、真理亞、瞬守形影不離。
12歲夏季野營時五人均被剝奪咒力，但憑藉曾經記住覺的真言而恢復他的咒力。
14歲時和真理亞交往，但仍喜歡瞬。在瞬離開並住入地底時前往尋找真相，從瞬口中得知部分關於咒力、八丁標和各種妖怪的真相。親眼目睹瞬將自己沉入地底。事後這些記憶被人為隱藏。早季從此時開始受到倫理委員會議長的青睞，並且逐漸了解惡鬼與業魔的全貌。
26歲於管理化鼠的保健所異類管理課任職。在惡鬼襲擊事件中，由朝比奈富子提議其成為倫理委員會議長的繼任者。為了消滅惡鬼而和覺一起前往東京後，得悉惡鬼的弱點，並與奇狼丸合力殺死惡鬼。事件結束後成為倫理委員會成員，開始著力於培育和構建人和動物和諧相處的「新世界」。從覺口中得知有關化鼠和人類關係的真相後，用咒力幫助斯奎拉結束生命。
初戀是瞬。在26歲時說喜歡覺，28歲和覺結婚。31歲當選倫理委員會議長，35歲時懷孕，但仍然從事著異類管理課和倫理委員會議長工作，開始推廣有關惡鬼、業魔和不淨貓的知識，並相信著世界是真的能夠改變的。
整篇故事其實是早季所寫的手記，被保存在時間膠囊裡，埋在地底深處（有原本與複本共三套）。同時早季讓擬蓑白掃描這些手記，設定其一千年後才能公開。
朝比奈覺（聲：東條加那子（12歳）、梶裕貴（14歳、26歲、35歲））
早季的青梅竹馬。有著好惡分明，單純而好動的性格。
12歲夏季野營時和早季一起與另外三人失散，陷入化鼠間的戰爭，後與其他四人平安回到町內。
14歲時與瞬交往。被瞬提出分手（因業魔化而打算離開）後，和一個叫「怜」的美少年交往。發現瞬離開後主動提出要去尋找。
26歲時於妙法農場就職。原作小說中，26歲的覺喜歡早季。此時覺的心智在感情方面，較之前已趨成熟，性格亦愈發穩重。事件結束後分析出人類和化鼠的關係。28歲和早季結婚。
35歲時為了防治可能大量出現的惡鬼及業魔飼養大量不淨貓，仍和早季一道致力於構建「新世界」。
青沼瞬（聲：藤堂真衣（12歳）、村瀨步（14歳））
早季的青梅竹馬。頭腦聰明，性格沉穩，有著和藹可親的溫柔性格，受到老師和同學的信賴。養了一隻名叫「昴」的狗。
14歲時業魔化，散發的咒力使周圍的人和物形態大變，包括昴。為避免傷害到早季等人而離開，住在地底。後來全人學園派出三色貓以及黑貓，企圖趁完全業魔化前將其處分。瞬因不願傷害更多的人而將自己沉入地底，最終死亡。死前向早季告白，死後眾人記憶被篡改，失去關於瞬的記憶，其存在由稻葉良取代。
即使已經死亡，仍在早季的精神層面以「無臉少年」的身份出現，多次給予危難中的早季指引。但其實並非靈魂，而是早季自身的幻覺。在動畫二十三集時早季終於回憶起關於他的一切，而惡鬼襲擊事件後早季再也沒聽到過瞬的聲音。
秋月真理亞（聲：花澤香菜）
早季的好朋友，有著白晳肌膚與紅髮的少女。性格好強。
14歲認知到無法和同性結婚生子，在追尋逃亡者守的過程中，認為早季足够坚强，而守则无法失去自己，因此选择與守一同逃亡，生下一個孩子（原作小說中的描述是十歲左右的少年、動畫版中則是差不多年紀的女兒）。真理亞和守的骨骸由斯奎拉運回村落。其后代後來成為襲擊村莊的「惡鬼」（不是真正的恶鬼，但是因为被化鼠养大，自我认知和愧死機能的對象是化鼠）。
伊東守（聲：工藤晴香（12歳）、高城元氣（14歳））
進入完人學校，同早季一行同班後，就一直與他們形影不離。善於默默思考的性格。對於自己與真理亞的主從關係似乎並不討厭。
14歲時，兩度遇到不淨貓。因為害怕死亡，与秋月真理亞跨越八丁標一同逃亡。經過兩、三年以後，兩人的屍骨由斯奎拉運回村落，死因不明（小說中提到，斯奎拉被捕後對於殺害守與真理亞的指控保持沉默，所以極有可能是被斯奎拉殺害）。
與真理亞逃亡途中，和真理亞生了一個孩子（原作为儿子，動畫中為女兒）。

### 其他人物
天野麗子（聲：堀江由衣）
早季等人的同班同學，第一班的成員之一。後因咒力表現不佳而被學校剔除，疑似被不淨貓殺害。動畫版第一話片尾曲畫面前半部，紙牌傾倒的畫面疑似暗指麗子。
在漫畫版第一話中，麗子同樣出現咒力表現不佳的情況。在紙牌蓋房子的班級對戰比賽裡，因為自己咒力失控，出現不受控的紙牌飛向真理亞的紙牌房子，導致第一班落敗。結果被教育委員會提出使用不淨貓處分，以及抹消其他人對麗子的存在記憶。
稻葉良（聲：山口立花子（12歳）、逢坂良太（14歳））
早季等人的同學，第二班的成員，後轉入第一班。曾和覺交往（自稱，實際上是眾人記憶被篡改，他是替換青沼瞬的存在），後來向早季告白，但被拒絕。
片山學（聲：村中知）
早季等人的同學，第二班的成員。後因蔑視道德規範在推球比賽時對瞬的推球手使用咒力（咒力使用於同一對象，可能會互相衝突，非常危險），而被學校剔除，疑似被不淨貓殺害。
怜（聲：浜添伸也）
覺的戀人，覺因為不甘心被瞬提出分手故與他在一起。
杉浦敬（聲：東地宏樹）
早季之父。神栖66町町長，地位頗高。在惡鬼襲擊事件中，與妻子返回村落釋放不淨貓對付惡鬼，前往圖書館銷毀資料後遇到惡鬼而丧命。
渡邊瑞穗（聲：伊藤美紀）
早季之母。圖書館司書。在惡鬼襲擊事件中，與丈夫返回村落釋放不淨貓對付惡鬼，前往圖書館銷毀資料後遇到惡鬼而丧命。
渡邊吉美
早季的姐姐，但是因為近視無法好好的操縱咒力，遭教育委員會處分。
鏑木肆星（聲：星野贵纪）
安全保障會議顧問。神栖66町最強的咒力使用者，據說集中注意力的話能夠將地球劈為兩半。視察完人學校時發現了瞬的咒力無意間散發。列席化鼠部族衝突的聽證會，對斯奎拉的詭辯雖有所懷疑但並未深究。在惡鬼襲擊事件中，直接遭受小真理亞咒力攻擊，雖然有用咒力去抵擋，但是因為咒力與咒力相互牴觸，而引發的咒力干涉造成的空間扭曲，導致肉體遭到扭曲而死亡(動畫有呈現鏑木肆星在死前頭頂出現彩虹般的干涉波紋，這正是咒力干涉所呈現的現象)，死後屍首被掛在八丁標上面。
日野光風（聲：谷山紀章）
職能會議代表。與鏑木肆星並列的強大咒力者。為人傲慢且喜愛藝術。在化鼠襲擊夏日祭時，使用強大的咒力操控化鼠自相殘殺。但因對自身咒力過於自信，而遭擬人鼠士兵背後偷襲而亡。
朝比奈富子（聲：榊原良子）
倫理委員會議長，覺的祖母（實際上是9代前的先祖）。早年是護士，曾經歷少年K事件。因為能夠使用特殊咒力修復染色體端粒，恢復自身細胞的破損與老化，而存活200年以上（早季14歲時，富子已267歲）。多年來養尊處優，為人深不可測是町内最高權威。
在惡鬼襲擊事件中身受重傷，將村落的未來託付給早季，並為眾人爭取撤退時間而留守完人學校，在動畫中沒說明生死，但在漫畫版中，是被殺和被釘起來示眾。
鳥飼宏美（聲：天野由梨）
教育委員會議長，生性謹慎。與早季母親渡邊瑞穗是朋友。負責對町上所有異常或可能異常的孩子進行“處分”，在早季從町外回來時主持對其審判。對富子敬若神明，在富子眼中是個「愛操心的孩子」。在化鼠進攻人類前夕曾提議暫緩舉辦慶典卻未被採納。
在惡鬼襲擊事件中，於慶典上遭到化鼠突擊而死亡。
（聲：鳥海浩輔）
鳥獸保護官，僥倖在化鼠叛亂事件中逃生。因對自己的獨活深感愧疚而決意隨早季前往東京尋找前代文明遺留的生化武器。途中為保護早季被異形沙蠶殺死。
少年K（聲：田村睦心）
過去曾經出現的惡鬼（大約兩百多年前），「拉曼-庫洛基斯症候群」患者。沒有攻擊抑制且愧死機構有缺陷。某天，少年K將班主任肢解至死，並襲擊同學和神栖66町的居民，町內居民因為愧死機制，無法對K進行攻擊，造成超過1000人死亡。因為吸入了大量霧狀的人血，K跑到了醫院，說自己有類似感冒的症狀，當時擔任護士的朝比奈富子叫来男医师土田，土田医师將偽裝成感冒藥，實際上是致死量數倍的氯化鉀注射進了K的靜脈殺死了他，之後土田醫師遭到K殺害，K也失去性命。
因為K沒有攻擊抑制與愧死機制，事後町決策層決定向上5代斷絕K的血統，並運用化鼠消滅帶有惡鬼「可能性」的孩子。之後更變更了一部分倫理規定，將人權的賦予時間點延後，町居民直到成年始擁有人權，出生後直至17歲前都可以被教育委員會處分（包括殺死）。
湫川泉美
二十年前的業魔。「橋本·阿培巴姆症候群」重症患者。妙法農場的獨生女，其洩漏的咒力讓包括父母在內的人和動物的遺傳因子造成損傷、變異直至死亡。為避免更多人因此而死亡，自願接受處分，最後服藥身亡。
小真理亞（聲：矢島晶子）
真理亞和守生下的的孩子。雙親都在誕下她不久遭到化鼠謀害，因此被化鼠撫養長大。自認為也是化鼠的一員，被斯奎拉當做對付人類的王牌。
由於從小在化鼠的社會中成長，導致自身認知失調，對人類沒有愧死機構。協助化鼠殺掉了大量人類，幾乎將早季等逼上絕境。
東京之戰中被早季察覺出她並不是惡鬼，而讓奇狼丸假扮人類與其對戰。在小真理亞殺死奇狼丸後，觸發其對化鼠的愧死機構，心臟麻痺而死。

### 化鼠
斯奎拉/野狐丸（聲：浪川大輔）
擔任化鼠部族「食蟲虻」的奏上役。表面將有着咒力的人類看作是神明而服從，實則面從腹誹。後被人類賜予「野狐丸」的名字。
某種機緣下，開始大力推行部族改革，廢除女王專制，創立議會，改為民主代議制度；積極發展工業，生產出疑似水泥、電燈、火槍等舊人類物品。
在之後對人類的反擊戰中扮演重要角色。疑似從拟蓑白得知超能人類征服普通人的血腥史，並認為化鼠是普通人類和裸鼹鼠的基因混合改造後代，決定推翻超能人類並建立起化鼠帝國，並以惡鬼為武器對抗人類的咒力。
惡鬼襲擊事件中將神棲66町托兒所的嬰兒帶回部落撫養，企圖以此種方式培育更多惡鬼。一度差點將人類捕殺殆盡，卻因為手中王牌小真理亞中計死亡而敗北。
在倫理委員會審判時怒斥眾人喊出了「我們是人類！」。因“反叛和殺害大量人類之罪”，被處以從全身的神經細胞向大腦傳達痛苦訊息，又用咒力將傷口癒合，不允許死亡的“無間地獄之刑”。
最後早季違背倫理委員的決定，用咒力麻痺其呼吸中樞，並燒毀屍體以防止被復活，使其得以安息。
奇狼丸（聲：平田廣明）
為化鼠部族「大黃蜂」的總大將，有著優秀的軍事指揮才能。夏令營時協助斯奎拉所屬的「食蟲虻」部族與外來種「土蜘蛛」部族交戰，遭「土蜘蛛」指揮官以氣球狗偷襲，被覺以咒力拯救。後冒死協助早季等五人回村。
主角一行26歲之年，其部族在與「食蟲虻」部族的交戰中被野狐丸所撫養的惡鬼殲滅，奇狼丸救下了乾逃往清淨寺後遭到囚禁。在惡鬼襲擊事件中，被早季一行救出，並決定與早季等人同行前往東京一同尋找打倒惡鬼的方法，是對付惡鬼的關鍵。
由於惡鬼（真理亞與守的孩子）是由化鼠扶養長大的，所以他的愧死機制僅對化鼠有效。奇狼丸在最後行動中，以身軀掩護早季，假裝使用咒力攻擊化鼠，實則為早季在使用咒力，被惡鬼以咒力打穿其身體後拆除頭上繃帶，觸發惡鬼的愧死機構，最終與其同歸於盡。
行動前與早季立下約定，借自己犧牲使人類獲得勝利的同時，作為交換條件，則希望早季能在戰後保住大黃蜂部族的女王性命。
多年前也曾率領部下前往東京尋找先史文明遺留的大規模殺傷性武器以反抗超能人類的統治(被早季等人得知後，而向早季等人坦白說是為了避免以後的超能人類對化鼠部族「大黃蜂」進行大虐殺並要留下對抗手段)，後因部下減員過半而被迫折返。
斯闊庫（聲：山本兼平）
化鼠部族「木蠹蛾」619號化鼠。曾因落水被早季所救。兩年後救助了同雪橇一同墜下山崖的守。
會說一些人類語言，但不很流暢（疑似參與斯奎拉奪取木蠹蛾的謀劃）。

## 用語

### 地理
新世界里的日本社會共由9个各自独立的「町」组成，总人口约5到6万人。主人公生活的神栖66町即这9个町之一。其他8町分別為「夕張新生町」（北海道）、「白石71町」（東北）、「胎內84町」（北陸）、「小海95町」（中部）、「精華59町」（關西）、「石見銀山町」（中國）、「四萬十町」（四國）、「西海77町」（九州）。
和万事依赖科学文明的旧时代不同，这里因为受到交通和通讯手段限制，只在必要的时候才会进行町与町之间的联络以及合作。惡鬼襲擊事件後，早季正在規劃成立「聯絡協議會」，以加強町間的相互聯繫。
神栖66町
位於利根川下游，是现实世界中茨城县神栖市一角所伸展出的城市，由散布在方圆五十千米内的7个鄉鎮组成，目前約有3000人居住於此。町围绕霞之浦到利根川河口的水路而建，居民利用丰富的水资源进行移动、运输和发电。町內不存在货币的概念，社会通过互相帮助和无偿的服务所组成。此外，町被一條叫做「八丁標」的注連繩圈住，與外界隔斷開來。這條注連繩是為防止外部邪惡之物侵入町內而設立的一條防禦線，町裡的孩子越過「八丁標」前往町外的行為被明令禁止。
在神栖66町的中部地区，集中了众多町级行政机关的便是坐落在利根川东岸的「茅轮之乡」。町的北面，是在森林中散落分布住宅区的「松风之乡」。「白砂之乡」位于东部沿海的宽广地区。「茅轮之乡」南面与「水车之乡」相接壤；西北面与适合登高眺望的「见晴之乡」，西南面与水田农业区「黄金之乡」隔川相望。而「栎林之乡」则位于神栖66町的最西端（瞬變成業魔後改名為「朽木之鄉」）。
完人學校
从和贵园毕业的学生继续升学的学校。號稱不偏重知识与技能的教育，而要使人全面和谐发展。
和貴園
神栖66町的三所小学之一，另外两所分别为「友爱园」和「德育园」，校内正面墙壁上有寫有「以和为贵」的牌匾。為早季、覺、瞬3人的母校。畢業的時間並不固定，基本上以出現「祝靈現象」的人作為咒力表現的依據，進而往上級學校「全人班」升學。在神栖66町，凡满6岁的小孩必须上小学。
如果在小學一定時間內仍無法覺醒念力則會遭受教育委員會處分。
妙法农场
小町主要的粮食产地，同时也是各种基因实验的基地。里面的七彩蚕、袋牛等都是基因改造的产物。
清浄寺
在利根川的上流，位於霞之浦旁的寺院，無嗔上人擔任寺院住持。由於要傳授發動咒力的關鍵話語，即「真言」，而進行各種各樣的秘密儀式，町民對其正確的位置也一無所知。後於“化鼠叛亂事件”中毀於戰火。

### 咒力
咒力
新世界的人类所拥有的念力，起源於現人類的進化，本作中所有「正常」的人類到一定年齡便會擁有，如果沒有的兒童將被處分（被不淨貓殺死）。
可用的能量是无上限的，强力咒力的威力甚至远超核武器。由此，若发起攻击可能造成社会的全面崩坏，为了避免这一情况，而将能抵制其能量的“攻击抑制”与“愧死机构”的咒力植入了人类的基因中。
据信，咒力是由对不占多数的咒力拥有人进行超心理学实验而被发现的，并在世界各地急速扩展。至于咒力的根源，有两种说法，一是咒力來自太阳的影响，另一说則是人脑的量子力学现象。
真言
表面上的人類發動咒力的關鍵話語。神棲66町居民的真言在清淨寺正式傳授咒力的儀式上被授予，具體內容因人而異，並被告誡若隨意告訴別人便會失去言靈，對咒力的發動會產生阻礙。实际上真言是用于催眠控制人类咒力开关的手段，藉由護摩儀式的一系列步驟進行暗示形成。
攻撃抑制
为了避免拥有强力咒力的人类之间的争斗而在DNA里加入的机构。能抑制人类的攻击冲动。
PK
為使用意志力——意念致動能力，Psychokinesis（念动力）的簡稱。擁有這種能力的人均稱為PK能力者。例如動畫版第4話台詞：「A某日發現了他自己利用PK可以自由打開任何門鎖」。
愧死機構
一種存在於人類的遺傳因子中的強制性且強勁的攻擊抑制機能。擁有意念致動的人類，將其視為維持集體的社會生活而必不可少的東西。在企圖攻擊同類（不一定是人类）時以及大腦在進行認知時，會潛意識啟動意念致動，腎臟及副甲狀腺的機能停止，從而導致不安、悸動、出汗等的警告發作；如若繼續發動攻擊，生理上會因低鈣血漿發作導致窒息而死，或因鉀濃度的急劇增加導致心臟停止跳動，但此反應在現實中是十分緩慢的，所以實際愧死發動的機制不明。

### 生物
恶鬼
神栖66町传说中的怪物，据说踏出八丁标就会被恶鬼袭击。
实际上是“拉曼-库洛基斯症候群”，别名“鸡舍狐狸症候群（Fox In The Henhouse）”的精神疾病的患者。患者先天缺少攻击抑制及愧死机构，杀害人类時毫不犹豫，会使用咒力进行无止境的杀戮。「拉曼-庫洛基斯症候群」一詞來自在過去殺掉數萬人，如魔鬼一樣的少年的名字。
業魔
与恶鬼一样是神栖66町传说中的怪物。
事实上是对“桥本-阿培巴姆症候群”的重症期患者的俗称。此类患者无法控制自己咒力的开关，進而无意识之间泄漏咒力，使得周围的生物和非生物异形化，异形化生物因不能维持生命活动而死亡。
化鼠
據說是裸鼹鼠（一种类似于蜜蜂、蚂蚁之真社会性哺乳动物）與無咒力的人類基因改造進化而成的生物，和人類同樣擁有23對染色體（生物界擁有23對染色體的僅有人類與橄欖樹）。将有着咒力的人类看作是神明而绝对服从。
身高普遍在120～140cm左右，也有少數超過兒童身高的例子。
有着以女王为中心的社会群体——「部族」，一個部族的化鼠少则數百，多则上万。
和人类有着相似的智力，也有自己的语言。指挥官、女王级别的高级个体则可理解人类的语言。
平時以部族為單位，散居在八丁標之外的巢穴中，但在奉命從事土木建築工事等雜務時，被准許進入町內。另外，忠於人類的化鼠在額頭上會有標識部族名的刺青。
虽然被视为由裸鼹鼠进化而来，但根據覺的猜測，化鼠其實是没有咒力而被基因改造的人类，是PK能力者為求自保下的犧牲品。之所以选择裸鼹鼠，是因为裸鼹鼠奇丑无比，难以让人类产生同理心；另一方面是裸鼹鼠是仅有的两种真社会性哺乳动物之一。
部族
以女王為中心的化鼠集團組成的單位。神棲66町周邊存在著大約10個化鼠部族，其中由奇狼丸擔任司令官的「大黃蜂」部族、由斯奎拉擔任傳話者的「食蟲虻」部族等服從人類的部族被允許存續。
相反，對人類及咒力的存在一無所知的「土蜘蛛」等來自海外的化鼠部族，被稱為「外來種」。一旦試圖加害人類，整個部族都會被視為驅逐對象。
貓怪/不淨貓
孩子之间广为流传的一种巨大猫形妖怪。传说无法从和贵园毕业的孩子都会被其擄走。
後證實是被基因改造的大型貓科動物，擁有像獅子般的體型和力量還有集體作戰的習性，和像家貓般對主人馴服的態度。
假巢蛇
由菜花蛇（縞蛇）進化而來的一種蛇，其特徵是嘴部和鳥的嘴部一樣尖。
會築造像鳥類一樣的巢，生產假蛋，蛋的臭味是種厲害武器，是種會放置假鳥蛋的奇怪蛇類。
假巢蛇吞下鸟蛋之后，并不会把蛋壳排出，而是将其磨碎吸收充当制作假蛋的材料。而为了排除掉青蛇，念珠蛇等竞争对手，它的假蛋内藏機關。
利用鳥類孵蛋的習性，築造假巢，然後孵蛋，吸引其他蛇来吞食假蛋。一旦假蛋被吞食或破裂，藏在壳中的臭粪以及其他物质就会炸裂而出，其中就包括了“恶魔之手”，“恶魔之手”带有锋利的逆棘，会对吞食掉它的生物造成巨大伤害。
虎蛱
肉食性的螃蟹。平素潛藏在河底和淺水的地方捕食獵物。驅使強而有力和如金屬般強韌的甲殼，有能力捕食比自己體型還大的生物。為此，軀體尺寸超過1公尺也不怎麼新奇。大量生活在八丁標外，儘管具有相當大的食欲，但是並不會襲擊人類。
根据当时的定论，其祖先是生活在海中的三疣梭子蟹。
是蓑白唯一的克星。
蓑白
根据当时最新查明的资料，蓑白的直系祖先为蓑海牛（海蛞蝓）。
四隻腳行走的哺乳類生物。體長約30公分到1公尺。被推論為近百年才演化出來的新物種。背上長著10支左右的觸手，會振盪發生警戒的聲音。通常可以在田地上發現它的出沒。除了會吃害蟲之外，也可以對土壤進行改良的作用，因此被視為一種益獸。
由于体型巨大，毒性强烈而且散发令人不快的味道，所以除了虎蛱之外基本没有天敌，同样不会对人类产生危害。
分化出了非常多的品种，分别通过外观以及特性进行命名。如“蓑白”“赤蓑白”“蓝蓑白”“虹蓑白”“鬼蓑白”等等。
拟蓑白
一種長相類似蓑白，且被稱為「惡魔蓑白」的危險生物。其實是國立國會圖書館自走型情報終端。
能夠利用聲音傳達前時代各式各樣的情報，主角便從此得知一些舊人類歷史。從觸手散發出的光線，是一種自我防衛，可以對試圖施加危害的人施以催眠。
拟蓑白被認定為禁忌的生物，因為內含過多「人類」的資訊，包含「人類能夠互相殘殺」、「惡鬼」及「業魔」的病兆。
气球狗
大小和普通的黑狗一樣，身體粗壯而頭部只有普通的狗的一半大，体内储集的硫磺和硝石可产生火药，是一种由化鼠变异而成的动物。平時性格溫和，不過當察覺到危險或將它激怒時，會讓身體像氣球一樣的膨脹，以威嚇敵人。如果敵人依舊不離開，体内的部分骨头会充当燧石让身体产生剧烈爆炸。爆炸時，身體的骨頭將如手裏劍般四處飛散，具有相當大的殺傷力。
袋牛
一種以寄生模式在牛身上繁殖的袋狀生物，但其型態和牛完全不同。體長約4公分，形狀類似毛毛蟲和蠍子。出生時，注入自己的細胞到牛的身體裡面（成為體內的組織）。寄生在後腿的根部，以確保基因的遺傳。
倭黑猩猩
隸屬於人科黑猩猩屬的猴類。比黑猩猩擁有更高智能。
雖屬慣於捕食小型哺乳類的雜食性動物，但極少爆發同族爭鬥。一般認為原因在於，當個體間緊張情緒或壓力堆積到一定程度時，會通過進行頻繁性接觸來消除抗爭的火種。
不僅是成熟個體的雄性和雌性之間，同性間或未成熟個體間也會進行擬態性行為。因此在念動力對人攻擊行為頻發之際，當時的人類效仿其習性，制定了倭黑猩猩式社會改革計劃。從此之後，兒童間性接觸包括同性間接觸也被默許甚至推廣。

### 其他
夏季野營
完人學校最大的活動。各班分成小組乘小舟，沿利根川逆流而上，在預定的地點野營。為期七天。爲了各小組不至於行程產生衝突，負責的老師會進行調整。這並非單純的野營，而是野外實習。在活動結束后，各組需提交此次實習的課題。
歸途
捷克音樂家德沃夏克（Antonín Dvořák）的E小調第9號交響曲《新世界》 第二樂章主題部分。神棲66町的孩子們只要聽到從公民館設置的擴音器裡播放的這首曲子，就必須要趕緊回家。三十年代著名翻译家李抱忱曾将之译为“念故乡”，引入中国。但此曲歌詞与李叔同的歌词翻译不同。
惡鬼襲擊事件
渡邊早季26歲時，於神棲66町所遭遇的惡鬼襲擊事件。
該事件名中的「惡鬼」定義並不準確，因為人類定義上的惡鬼主要是先天性缺乏DNA上的攻擊抑制衝動，並且對愧死機構免疫，然而在此事件中，攻擊村莊的是被化鼠養大的人類小孩，其愧死機構仍然可以發動，只是被保護對象換成了化鼠。
事件起因推測為以斯奎拉為領導的化鼠「食蟲虻」部族透過捕獲擬蓑白（國立國會圖書館自走型情報終端）學習了其記錄的知識，認為化鼠與人類應是平起平坐的對等關係，人類被認為是剝奪其尊嚴的存在。故「食蟲虻」部族通過學習知識進行社會改革，積極儲備戰力，並將出逃的真理亞與守的孩子撫養長大，作為其對付人類的殺手鐧——惡鬼。
事件直接導火索為「木蠹蛾」部族遇襲，引發「食蟲虻」系部族與「大黃蜂」系部族的戰爭。斯奎拉利用惡鬼消滅對人類最忠誠的大黃蜂部隊後，便利用各種戰術削弱村民的力量，其間日野光風被化鼠偷襲死亡。和惡鬼一戰中，受到愧死機構的限制，鏑木肆星戰死，大量的村民只能處於被屠殺的狀況。
最早推測大黃蜂部隊是被咒力殲滅的是鏑木肆星，此後也決議通過應盡快消滅相關化鼠部落，但由於日野光風的過於自信，祭典並沒有延期，過於鬆懈因而給了化鼠最佳攻擊的機會，斯奎拉在戰術上的運用，也給予以咒力自峙的人類極大的打擊。
教育委員会
管理孩子教育的機構。不受町裡最高級組織倫理委員會的管理，擁有獨立的權限，在孩子的教育以及相關待遇上擁有絕對的決定權。
倫理委員会
匯總城市一切方針的最高決策機構。其委員長的權限高於町長。
倫理規定
神栖66町所制定的法律之力。為了市民的安全生活而制定的根本規定。「禁止對他人正在施用咒力的對象施以咒力加以干涉」這一條例是最重要的規定之一（咒力間相互角逐，會產生彩虹般的干涉現象，空間扭曲，十分危險）。違者將受到相應的處罰。
运球比赛
在比赛前几日给每班下发一定量的粘土，把粘土捏成推球手，攻球手和守球手；如果中途有损伤，可以向班主任申请更换同等重量的粘土。
神聖櫻花王朝
新世界初期，支配日本關東地區到中部地方長達570年的奴隸王朝。王朝初期，由少數的意念致動能力者（PK能力者）奴役多數的普通民眾，使這些普通民眾成為他們的奴隸，王朝由此建成。但是，王族內部排除異己的肅清運動相繼發生，最終演變成單一王族血統的絕對王政。歷代君王共計94代，到了王朝末期，後繼者謀朝篡位之事屢見不鮮。歷代君王中，第5代皇帝「大歡喜帝」及第79代皇帝「慈光帝」尤為殘暴的說法流傳甚廣。由於幾百年來犯下的罪孽，神聖的櫻花王朝終於於第94代帝王時代，拉上了570年歷史的帷幕。
陽奉陰違
意思為「表面服從，暗中違反」的四字成語。化鼠雖對擁有咒力的人敬以為神，但會對沒有咒力的孩子如何不得而知。神栖66町的大人因瞭解化鼠有著陽奉陰違的性格而極力避免孩子與化鼠的接觸。

## 出版書籍

### 小說
單行本
2008年1月23日由講談社發行。
- 上、ISBN 978-4-06-214323-3
- 下、ISBN 978-4-06-214324-0

新書版
2009年8月6日由講談社NOVELS（講談社）發行。
- ISBN 978-4-06-182660-1

文庫版
2011年1月14日由講談社文庫（講談社）發行。
- 上、ISBN 978-4-06-276853-5
- 中、ISBN 978-4-06-276854-2
- 下、ISBN 978-4-06-276855-9

简体中文版
2014年4月由上海译文出版社发行。
- 上、下: ISBN 978-7-5327-6386-3

繁體中文版
2014年10月28日由獨步文化發行。
- 上、ISBN 978-986-5651-02-2
- 下、ISBN 978-986-5651-03-9
- 套書、ISBN 978-986-5651-04-6

### 漫画
| 集數 | 講談社        | 講談社                 | 東立出版社     | 東立出版社             |
| 集數 | 發售日期      | ISBN                   | 發售日期       | ISBN                   |
| ---- | ------------- | ---------------------- | -------------- | ---------------------- |
| 1    | 2012年10月9日 | ISBN 978-4-06-384745-1 | 2013年7月19日  | ISBN 978-986-332-567-3 |
| 2    | 2012年12月7日 | ISBN 978-4-06-384778-9 | 2013年9月5日   | ISBN 978-986-332-568-0 |
| 3    | 2013年5月9日  | ISBN 978-4-06-384840-3 | 2013年10月25日 | ISBN 978-986-332-569-7 |
| 4    | 2013年9月9日  | ISBN 978-4-06-394924-7 | 2013年12月5日  | ISBN 978-986-337-420-6 |
| 5    | 2013年12月9日 | ISBN 978-4-06-394957-5 | 2014年11月20日 | ISBN 978-986-348-027-3 |
| 6    | 2014年4月9日  | ISBN 978-4-06-395019-9 | 2015年2月5日   | ISBN 978-986-348-687-9 |
| 7    | 2014年8月8日  | ISBN 978-4-06-395142-4 | 2015年6月2日   | ISBN 978-986-365-709-5 |

## 電視動畫

### 工作人員
- 原作 - 貴志祐介「新世界より」（講談社文庫刊）
- 監督 - 石濱真史
- 助監督 - 大和直道
- 系列構成 - 十川誠志
- 主设计师- 長澤真
- 原创人物设计 - 依り
- 主要人物设计- 久保田誓
- 色彩設計 - 安部なぎさ
- 美術監督 - 山根佐帆
- 音樂 - 小森茂生
- 制作 - A-1 Pictures

### 主題歌
片頭曲（第1話～第24話）
作詞：，作曲、編曲：小森茂生
片尾曲
（第1話～第16話）
作詞：，作曲、編曲：尾崎力，歌：渡辺早季（種田梨沙）
（第17話～第24話）
作詞：，作曲、編曲：小森茂生，歌：秋月真理亞（花澤香菜）
第16話作為片頭曲使用。

### 各話列表
| 話數   | 日文副標題 | 中文副標題       | 劇本              | 分鏡     | 演出            | 作畫監督                              |
| ------ | ---------- | ---------------- | ----------------- | -------- | --------------- | ------------------------------------- |
| 第1話  |            | 嫩葉的季節       | 十川誠志          | 石濱真史 | 大和直道        | 久保田誓                              |
| 第2話  |            | 消失的孩子們     | 十川誠志          | 石濱真史 | 大和直道        | 蘇武裕子                              |
| 第3話  |            | 擬蓑白           | 十川誠志          | 石濱真史 | 工藤寬顯        | 清水祐實                              |
| 第4話  |            | 染血的歷史       | 中瀨理香          | 小倉陳利 | 大和直道        | 近藤圭一                              |
| 第5話  |            | 逃亡的熱帶夜     | 浦澤廣平          | 山內重保 | 山內重保        | 羽山淳一                              |
| 第6話  |            | 逃避行           | 中村能子          | 黑澤守   | 黑澤守          | 小島大和                              |
| 第7話  |            | 夏黑暗           | 十川誠志          | 小倉陳利 | 淵上真          | 志賀道德                              |
| 第8話  |            | 預兆             | 中瀨理香          | 柳沼和良 | 柳沼和良        | 石濱真史、吉住千秋 山本篤史、清水祐實 |
| 第9話  |            | 起風             | 中村能子 浦澤公平 | 小倉陳利 | 高村雄太        | 小山知洋                              |
| 第10話 |            | 極黑之暗         | 浦澤廣平 十川誠志 | 山内重保 | 山内重保        | 羽山淳一                              |
| 第11話 |            | 冬之遠雷         | 十川誠志          | 黑澤守   | 高橋知也        | 近藤圭一                              |
| 第12話 |            | 脆弱的一環       | 十川誠志          | 石濱真史 | 大和直道        | 小島大和、佐原亞湖 吉住千秋、清水祐實 |
| 第13話 |            | 再會             | 十川誠志          | 佐佐木守 | 藤瀨順一        | 佐佐木守                              |
| 第14話 |            | 雪花             | 中瀨理香          | 山內重保 | 中山敦史 森義博 | 鈴木美音織、小林利充 實原登           |
| 第15話 |            | 殘像             | 中瀨理香          | 小倉陳利 | 廣嶋秀樹        | 橋本航平 松井誠                       |
| 第16話 |            | 給摯愛的早季     | 十川誠志          | 黑澤守   | 高橋知也        | 中森晃太郎                            |
| 第17話 |            | 毀滅的腳步聲     | 中村能子          | 小倉陳利 | 大和直道        | 山本篤史 吉住千秋                     |
| 第18話 |            | 紅花             | 浦澤廣平          | 小倉陳利 | 富田浩章        | 豬口美緒                              |
| 第19話 |            | 黑暗             | 中瀨理香          | 石濱真史 | 大和直道        | 山口真未、小島崇史                    |
| 第20話 |            | 寒冷的陽光       | 浦澤廣平          | 松本淳   | 岡田堅二朗      | 村田峻治                              |
| 第21話 |            | 劫火             | 十川誠志          | 小倉陳利 | 奥野耕太        | 新保卓郎                              |
| 第22話 |            | 東京             | 十川誠志          | 黑澤守   | 黑澤守          | 清水祐實 吉住千秋                     |
| 第23話 |            | 少年的臉龐       | 十川誠志          | 和村昭   | 高橋知也        | 村田峻治 豬口美緒                     |
| 第24話 |            | 在黑暗燃燒的篝火 | 十川誠志          | 佐佐木守 | 富田浩章        | 山口真未、山本篤志 富田收子           |
| 第25話 |            | 來自新世界       | 十川誠志          | 石濱真史 | 大和直道        | 久保田誓                              |

### 播放電視台
日本深夜動畫：下文記載的日本国内播放時間使用日本標準時間（UTC+9）表示。因為部分時間标识會採用30小时制，因此請留意这类超过24:00的时间，其實際播放時間為翌日清晨。
| 播放地區   | 播放電視台       | 播放日期                      | 播放時間（UTC+9）          | 所屬聯播網 | 備註                          |
| ---------- | ---------------- | ----------------------------- | -------------------------- | ---------- | ----------------------------- |
| 日本全國   | テレ朝チャンネル | 2012年9月28日 - 2013年3月22日 | 星期五 24時30分 - 25時00分 | 衛星電視   | 有重播                        |
| 關東廣域圏 | 朝日電視台       | 2012年10月2日 - 2013年3月26日 | 星期二 27時10分 - 27時40分 | 朝日電視網 |                               |
| 近畿廣域圈 | 朝日放送         | 2012年10月3日 - 2013年3月27日 | 星期三 26時48分 - 27時18分 | 朝日電視網 | 星期三動畫＜水もん＞節目第2部 |
| 日本全國   | NICONICO直播     | 2012年10月4日 - 2013年3月28日 | 星期四 23時30分 - 24時00分 | 網路電視   |                               |
| 日本全國   | NICONICO頻道     | 2012年10月4日 - 2013年3月28日 | 星期四 24時00分 更新       | 網路電視   |                               |

## 外部連結
- （日語）
- http://www.tv-asahi.co.jp/shinsekaiyori/ （页面存档备份，存于）（日語）
- http://asahi.co.jp/anime/shinsekaiyori/ （页面存档备份，存于）（日語）
- （日語）
- TVアニメ「新世界より」公式アカウント的X（前Twitter）（日語）
- 新世界より / From the New World的Facebook專頁（日語）